# Kärlek fårever
Kärlek fårever (tidigare Love fårever) är en svensk film. Den är regisserad av Staffan Lindberg, som även skrivit filmens manus. Filmen hade premiär på streamingtjänsten Netflix den 14 februari 2025.

## Handling
Filmen kretsar kring stockholmarna Hanna och Samuel som planerat ett litet bröllop på Gotland. Bröllopet blir dock inte som de tänkt sig. Kvällen slutar med bråk, kaos och en brud som flyr festen. När dagen gryr blir det starten på en lyckligare framtid.

## Rollista (i urval)
- Matilda Källström
- Charlie Gustafsson
- Doreen Ndagire
- Philip Oros
- Kjell Bergqvist
- Anja Lundqvist
- Barbro “Babben” Larsson
- Claes Malmberg
- Vilhelm Blomgren
- Ivar Forsling
- Niklas Engdahl
- Roshana Hoss
- Erik Törner
- Samuel Astor
- Julia Heveus
- Katarina Ewerlöf